# レンソ・サンブラーノ
レンソ・ホセ・サンブラーノ（Renzo José Zambrano ,  1994年8月26日 - ）は、ベネズエラ・モナガス州アラグア・デ・マトゥリン出身のプロサッカー選手。フェニックス・ライジングFCに所属している。ポジションはMF。

## 来歴
2011年8月に地元のモナガスSCで16歳でプロデビューし、10代で主力選手として活躍。2014年6月にデポルティーボ・ララに移籍。翌2015年3月8日のカラカスFC戦で、プロ発ゴールを決めた。
2015年7月13日、スペイン・セグンダ・ディビシオンのレアル・バリャドリードと2年契約を結び、Bチームに登録された。2015-16シーズンはBチームでプレー。2016-17シーズンにトップチームに昇格。2016年8月22日のレアル・オビエド戦で、トップチームデビューを果たした。しかし、トップチームでの出場は2試合にとどまった。
2017年8月22日、ポートランド・ティンバーズと契約し、ティンバーズIIに配属。2017、2018年シーズンをIIチームでプレーし、2018年12月にトップチーム昇格が決まった。
2022年2月5日、FCピュニク・エレバンに移籍。
2022年12月1日、フェニックス・ライジングFCに移籍。

## ベネズエラ代表
2011年からユース世代のベネズエラ代表に招集され、2016年11月にフル代表に初招集。2018 FIFAワールドカップ・南米予選のボリビア戦、エクアドル戦に出場した。